# Оксид церия(IV)
Оксид церия(IV), диоксид церия, двуокись церия — химическое соединение церия и кислорода с формулой {\displaystyle {\ce {CeO2}}}. При нормальных условиях — бледно-жёлтый, розоватый или белый тугоплавкий порошок.
Оксид церия(IV) образуется обжигом оксалата церия или гидроксида церия.

## Применение
Оксид церия(IV) используется в керамике, для чувствительных фоточувствительных стёкол, в качестве катализатора, абразива для полирования стекла и огранки камней как альтернативы «ювелирным румянам». Он также известен как «оптические румяна».
Он также используется в стенках самоочищающихся печей в качестве катализатора окисления углеводородов во время высокотемпературного процесса очистки.
Хотя он является прозрачным для видимого света, он сильно поглощает ультрафиолетовое излучение, поэтому он является перспективной заменой оксида цинка и диоксида титана в солнцезащитных кремах, поскольку он обладает меньшей фотокатализной активностью. Тем не менее, его тепловые каталитические свойства должны быть уменьшены покрытием частиц с диоксидом кремния или нитридом бора.
Диоксид церия обладает энзимоподобными свойствами и может ускорять биохимические реакции, стимулировать деление стволовых клеток, ускорять заживление ран при диабетических язвах стопы, снижать концентрацию медиаторов воспаления и способствовать выработке противовоспалительных цитокинов и так далее.

### Электролит в топливных элементах
В примесной форме (она исходит от церия и кислорода) диоксид церия представляет интерес в качестве материала для твердооксидных топливных элементов ввиду его сравнительно высокой ионной проводимости кислорода (то есть атомы кислорода легко переходят через него) на промежуточных температурах (500—800 °C). Нелегированный и легированный диоксид церия также проявляет высокую электронную проводимость при низких парциальных давлений кислорода в связи с образованием небольших поляронов. Вместе с тем, легированный диоксид церия имеет расширенный электролитический регион (область преобладания ионной проводимости), по сравнению с диоксидом церия, что позволяет его использовать в качестве электролита в твердооксидных топливных элементах. Замещая часть диоксида церия гадолинием и самарием помещают кислородные вакансии в кристалле без добавления электронных носителей заряда. Это увеличивает ионную проводимость и улучшает электролит.